# Riachão do Jacuípe
Riachão do Jacuípe è un comune del Brasile nello Stato di Bahia, parte della mesoregione del Nordeste Baiano e della microregione di Serrinha.